# Carinina littorea
Carinina littorea är en djurart som tillhör fylumet slemmaskar, och som beskrevs av Korotkevich 1982. Carinina littorea ingår i släktet Carinina och familjen Tubulanidae. Inga underarter finns listade i Catalogue of Life.